# Dobele (novads)
Dobele est un novads de Lettonie, situé dans la région de Zemgale. En 2009, sa population est de 24 521 habitants.